# كارثة منجم صوما
كارثة منجم الفحم صوما سلسلة أحداث شهدها منجم صوما للفحم في مدينة مانيسا التركية، حيث حصل انفجار في محول للكهرباء ما أدى إلى اندلاع حريق تلاه انهيار، نتج عنه محاصرة عدد كبير من العمال على عمق كيلومترين من سطح الأرض وأربعة كيلومترات من مدخل المنجم. والمنجم تديره شركة سوما كومور للمناجم
وفقا للمعلومات الأولية التي أدلى بها وزير الطاقة التركي تانر يلدز فإن عدد الضحايا يفوق 200 قتيل. لاحقا أعلن رئيس الوزراء التركي رجب طيب أردوغان عند زيارته لموقع الكارثة أن العدد ارتفع إلى 238 قتيلا. وعدد الجرحى أكثر من 80  في حين أفادت تقارير بثت مساء أن عدد القتلى فاق 270 شخصا وفي 15 مايو ارتفع عدد القتلى إلى 282 بينما أعلن وزير الطاقة صراحة أن إمكانية العثور على ناجين أصبحت ضئيلة وأضاف أن قوات الإنقاذ لم تتمكن خلال الساعات الماضية من إنقاذ أي محاصر بينما استمرت بانتشال الجثث. بحلول 16 مايو وصل عدد الضحايا وفقا لتوقعات حكومية إلى أكثر من 300 قتيل.
التقديرات الأولية لعدد المحاصرين كانت 400 عامل. إلا أن وقوع الانفجار أثناء تغيير نوبات العمل جعل تحديد العدد النهائي للعمال المحاصرين صعبا للغاية، فقد أعلنت رئاسة إدارة الكوارث والطوارئ إن العدد يزيد على مائتين، بينما تحدث رئيس بلدية مانيسا عن نحو ستمائة محتجز، فيما تحدثت وكالة رويترز عن 787 عاملا ظلوا محاصرين داخل المنجم بعد الانفجار.

## حوادث المناجم التركية
حوادث المناجم شائعة في تركيا؛ وقع الحادث الأكثر دموية في تاريخ صناعة التعدين التركية في عام 1992، عندما قتل انفجار غازي 270 شخصا.
في نوفمبر تشرين الثاني 2013، احتج مئات من عمال مناجم الفحم على ظروف العمل الصعبة في زونكولداق. منجم سوما رغم خضوعه إلى إجراءات السلامة والفحص إلا أن الحادث حصل فيه. حيث أعلن وأوضح وزير العمل والأمن الاجتماعي التركي أن المنجم تمت معاينته آخر مرة في 17 آذار/مارس وكانت المعايير المطلوبة متوافرة فيه.

## الحادث
وقع الانفجار في وحدة الطاقة الكهربائية الخاصة بالمنجم، ما أدى إلى اندلاع حريق ثم انهيار في أجزاء من المنجم، الضرر الأكبر من الانفجار والحريق كان توقف إمدادات الكهرباء التي أوقفت المصاعد في المنجم ليحاصر عدد غير محدد على عمق 6600 قدم تحت سطح الأرض. وفي الساعات التي تلت الانفجار نجح مئات العمال في المغادرة، بينما سقط أكثر من 235 قتيل وبين 75 و 80 جريحا. إضافة إلى مئات المحاصرين تحت الأرض.

## جهود الإنقاذ
فرق الإنقاذ المتواجدة في الموقع قامت بضخ الهواء النقي في الممرات التي لم يصلها الحريق في محاولة لتوفير الهواء للعمال المحاصرين والباقين على قيد الحياة. وقد حاولت وحدات من فرق الإنقاذ دخول المنجم إلا أنها أعلنت فشلها بسبب الدخان الكثيف الذي أعاق تقدمها، وقد تم نشر مفارز من الجيش في منطقة الحادث لتسهيل عمليات الإنقاذ، إضافة إلى نشر وحدات الطوارئ.

## ردود الفعل
- تركيا: قررت الحكومة التركية إعلان الحداد الوطني لثلاثة أيام وفق بيان صادر عن مكتب رئيس الوزراء رجب طيب أردوغان، وجاء فيه: «بسبب الكارثة التي وقعت في منجم صوما، أعلن الحداد الوطني لثلاثة أيام اعتبارا من 13 مايو/ أيار». وستنكّس الأعلام في كل أنحاء الجمهورية التركية، وفي مباني ممثلياتها في الخارج. إضافة إلى ردود الفعل الرسمية حصلت تحركات شعبية تمثلت بتظاهرات ودعوات للإضراب من قبل نقابات العمال والموظفين، وزاد عدد الداعين إلى استقالة الحكومة التي رفض رئيسها تحمل المسؤولية عن الحادث.
- إسرائيل: بعث الرئيس الإسرائيلي شمعون بيريز، برسالة تعزية إلى تركيا واقترح تقديم المساعدات إلى تركيا، حيث نقل موقع والاه الإسرائيلي - الصادر بالعبرية- أن بيريز خاطب الرئيس التركي في رسالته قائلا «في مثل تلك الأوقات الصعبة يجب علينا أن يساعد كل واحد للآخر، وإسرائيل تقترح تقديم المساعدات التي تريدها تركيا».
- المملكة المتحدة: قدم وزير الخارجية البريطاني وليام هيج اليوم تعازيه للحكومة التركية في ضحايا الحادث وكتب هيج، في تدوينة على حسابه الخاص على موقع تويتر «أرسل خالص التعازي والمواساة للشعب التركي في ضحايا كارثة المنجم، وجميع من تضرروا جراءها»
- الاتحاد الأوروبي: أعرب خوان مانويل باروسو رئيس المفوضية الأوروبية عن صدمته العميقة حيال القتلى والجرحى الذين سقطوا في الحادث. وقدم باروسو، في تغريدة كتبها على موقع التواصل الاجتماعي «تويتر»، التعازي بالنيابة عن المفوضية الأوروبية لأسر الضحايا الذين سقطوا في الحادث.
- الأردن: بعث الملك عبد الله الثاني، ببرقية تعزية للرئيس التركي عبد الله غل، أعرب فيها عن بالغ التأثر وعميق الحزن بوفاة عدد من الضحايا الأبرياء في حادث الحريق الذي وقع داخل منجم للفحم في محافظة مانيسا التركية.
- موريتانيا: وجه الرئيس الموريتاني محمد ولد عبد العزيز برقية تعزية إلى الرئيس التركي عبد الله غل.
- فلسطين: أرسل وزير الداخلية والأمن الوطني بغزة فتحي حماد برقية تعزية ومواساة باسم الشعب الفلسطيني إلى نظيره التركي «أفكان أعلا» بحادث الانفجار في المنجم.
- إيران: قدمت وزارة الخارجية الإيرانية تعازيها للحكومة التركية على خلفية الانفجار. وأعلنت المتحدثة باسم الخارجية الإيرانية استعداد إيران للمشاركة في عمليات الإغاثة.
- الولايات المتحدة: أعلن البيت الأبيض عن تعازيه القلبية للشعب التركي ولأسر الضحايا الذين لقوا مصرعهم في الحادث. وصرح المتحدث باسم البيت الأبيض جاي كارني في إيجاز صحافي «بالنيابة عن الشعب الأمريكي نقدم تعازينا القلبية لأسر الضحايا ونتمنى إنقاذ بقية العمال العالقين في المنجم». كما وأعلن عن استعداد الولايات المتحدة الأمريكية تقديم المساعدة للحكومة التركية في هذا الظرف الصعب إذا طلب منها ذلك.
- الإمارات العربية المتحدة: بعث الشيخ خليفة بن زايد آل نهيان رئيس الإمارات برقية تعزية ومواساة إلى الرئيس عبد الله غول رئيس الجمهورية التركية، كما بعث الشيخ محمد بن راشد آل مكتوم نائب رئيس الإمارات رئيس مجلس الوزراء حاكم دبي والفريق أول الشيخ محمد بن زايد آل نهيان ولي عهد أبوظبي نائب القائد الأعلى للقوات المسلحة برقيتي تعزية مماثلتين إلى الرئيس التركي.
- مصر: قدمت وزارة الخارجية المصرية تعازيها على لسان المتحدث الرسمي باسمها السفير د. بدر عبد العاطي حيث أعربت الوزارة عن خالص تعازي مصر لدولة تركيا والشعب التركي الصديق ولأسر الضحايا الذين لقوا مصرعهم في الحادث. كما عزى شيخ الأزهر الشعب التركي بالحادث
- العراق: بعث رئيس مجلس النواب العراقي أسامة النجيفي برقية تعزية ومواساة إلى جميل جيجك رئيس مجلس الامة التركي بوفاة عدد من العمال الأتراك في حريق منجم الفحم. كما بعث رئيس الوزراء المنتهية ولايته نوري المالكي ببرقية تعزية مماثلة إلى الحكومة التركية باسم الشعب العراقي

 كردستان العراق: قدم رئيس إقليم كردستان العراق تعازيه إلى الرئيس التركي عبد الله غول بضحايا الانفجار، وقد قدم برزاني تعازيه تلك باسم “ شعب كردستان ”
- تونس: قدم رئيس الجمهورية التونسية المنصف المرزوقي برقية تعزية باسمه وباسم الشعب التونسي إلى الرئيس التركي وعبر عن «أحر التعازي وأخلص المواساة للشعب التركي ولعائلات الضحايا» [6]